# Публичная компания
Публи́чная компа́ния, публи́чная акционе́рная компа́ния (от англ. public company) — акционерное общество, акции которого обращаются на фондовом рынке свободно, без ограничений.
Как правило, национальное законодательство по регулированию фондового рынка накладывает определённые требования по раскрытию информации на компании, акции которых могут предлагаться к приобретению неограниченному кругу лиц и/или обращаться на фондовом рынке. Компании, выполняющие эти требования, называются публичными компаниями.
С точки зрения инвестора, акции публичной компании могут рассматриваться как более ликвидный актив, чем акции компаний непубличных, по следующим причинам:
- акции могут быть предложены к продаже неограниченному кругу лиц;
- потенциальный покупатель может оценить компанию по открытым (в том числе независимым) источникам;
- акции публичной компании обращаются на бирже, где продавцу легче найти покупателя, чем на неорганизованном рынке;
- информация о совершённых на организованном рынке сделках (цена и объём сделки) доступна в открытых источниках как покупателю, так и продавцу и может использоваться как база для оценки пакета к продаже.

Публичная компания, вышедшая на фондовую биржу, но по каким-либо причинам прекратившая деятельность, называется шелл-компанией (компанией-оболочкой).